# كازويوشي ميكامي
كازويوشي ميكامي (باليابانية: 三上 和良) (مواليد 29 أغسطس 1975)، هو لاعب كرة قدم ياباني سابق كان يلعب كمدافع.

## وصلات خارجية
- كازويوشي ميكامي على موقع رابطة كرة القدم اليابانية للمحترفين (اليابانية)
- كازويوشي ميكامي على موقع قاعدة بيانات كرة القدم.إي يو (الإنجليزية)
- كازويوشي ميكامي على موقع عالم كرة القدم.نت (الإنجليزية)